# 无产阶级专政
无产阶级专政是指马克思主義理论中由無產階級統治的政體，是從廢除資本主義邁向共產主義的過渡階段的統治；在此過渡階段，無產階級得壓制資產階級對社會主義革命的反抗力量，打破階級制度的社會關係，以創建一個新的無階級社會。

## 理论路径
無產階級專政的構想最早由卡爾·馬克思提出，讓作為多數者的無產階級统治社会；由於馬克思認為当时的各國政府都是階級獨裁專政，所以他認為無產階級对敌对势力的專政並不會比其他的政府形式更糟。马克思认为：“(1)阶级的存在仅仅同生产发展的一定历史阶段相联系；(2)阶级斗争必然要导致无产阶级专政；(3)这个专政不过是达到消灭一切阶级和进入无阶级社会的过渡。”
马克思在《宪章派》中说，“实行普选权的必然结果就是工人阶级的政治统治”。恩格斯在《共产主义原理》中说，“首先无产阶级革命将建立民主的国家制度，从而直接或间接地建立无产阶级的政治统治。如果不立即利用民主作为手段实行进一步、直接侵犯私有制和保障无产阶级生存的各种措施，那么，这种民主对于无产阶级就毫无用处。”而在恩格斯给《法兰西阶级斗争》写的1891年序文中，则认为“巴黎公社就是无产阶级专政的实例”。
列宁在《国家与革命》中说：“机会主义……不承认在资本主义向共产主义过渡的时期，在推翻资产阶级并完全消灭资产阶级的时期有阶级斗争。实际上，这个时期必然是阶级斗争空前残酷、阶级斗争形式空前尖锐的时期”，“……一个阶级的专政，不仅对一般阶级社会是必要的，不仅对推翻了资产阶级的无产阶级是必要的，而且，对于介于资本主义和‘无阶级社会’即共产主义之间的整整一个历史时期都是必要的，只有了解这一点的人，才算领会了马克思国家学说的实质……从资本主义过渡到共产主义，当然不能不产生非常丰富和繁杂的政治形式，但本质必然是一个，就是无产阶级专政。”1918年，列寧還表示「专政是直接凭借暴力而不受任何法律约束的政权。无产阶级的革命专政是由无产阶级对资产阶级采用暴力手段来获得和维持的政权，是不受任何法律约束的政权」。
托洛茨基主义认为，无产阶级专政是无产阶级对整个社会的专政，但无产阶级内部必须是民主的。
西方马克思主义的重要代表人物卡尔·柯尔施认为，真正的马克思主义意义上的专政有三个特点：(1)它是无产阶级的专政，而不是对无产阶级的专政；(2)它是一个阶级的专政，而不是一个党或一个党的领袖的专政；(3)它是革命的、进步的专政，其目的是为大多数人创造更多的自由。
中国共产党则将无产阶级专政定义为“对人民实行民主，对敌人(如反动派，资产阶级)实行专政。”。

## 无产阶级专政在歐洲

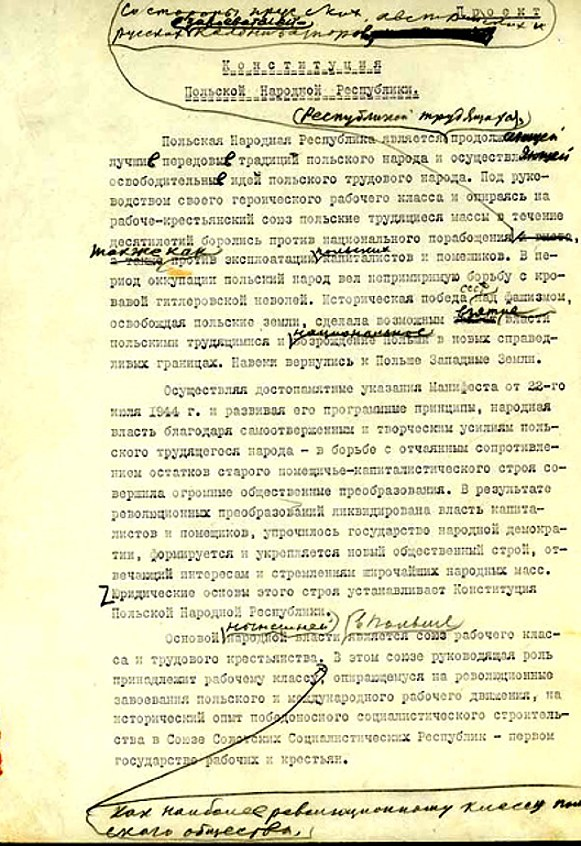
波兰人民共和国宪法草案（俄羅斯文）及史達林的個人評論，打破了傳統的三權分立而引進蘇聯憲法的無產階級專政的概念

无产阶级专政在歐洲共產主義革命時在蘇聯及數個東歐國家獲得實踐。列寧以理論及政治革命來證成蘇維埃，從一個「无产阶级专政的俄國形式」變成跨國的政權形式。蘇聯的外交政策也使用无产阶级专政的理論，列寧和列夫·达维多维奇·托洛茨基發展出相關的國際无产阶级专政理念，討論建立无产阶级专政在俄羅斯及其他國家成立方式、時機和進程。
證實列寧的无产阶级革命理論的正確；斯大林援引无产阶级专政理論來合法化其獨裁統治的策略。透過法律及政治手段，因此斯大林在實踐无产阶级专政時，強調權力往國家及政黨的最高領導集中是強化國家力量的做法，无产阶级专政概念被用來合理化斯大林的個人權力及其推動新的集中式工業及軍事發展策略來打造蘇維埃，並合理化其恐怖統治手段。
在波兰，又稱七月憲法或1952年憲法的波兰人民共和国宪法於1952年7月22日通過，打破了傳統的三權分立而引進蘇聯憲法的無產階級專政的概念。
1917年俄國的布爾什維克革命結果，在具體政治實踐上並不是馬克思所預想的，由無產階級的多數者階級專政，而是由一個宣稱代表無產階級利益的共產黨專政，英國左翼作家喬治·奧威爾（1903至1950年）及俄國革命家、著名無政府主義者米哈伊爾·巴枯寧（1814年至1876年）皆批評共產黨實踐無產階級專政的作法，最終演變成由先前無產者（但已變有產者）的獨裁專政政體。
在1990年，蘇聯在戈巴契夫的主導下，放棄共產黨的一黨專政，也放棄了无产阶级专政的理念。

## 无产阶级专政在亞洲
中華人民共和國引入无产阶级专政深受列寧及蘇聯革命的影響；後來中華人民共和國和蘇聯在概念及實踐上的差異，也影響了後來中苏交恶。北越在實踐无产阶级专政時，在路線上莫斯科和北京有不同意見，而北越較傾向中華人民共和國的看法。
中華人民共和國建立人民民主專政革命政權，實質是一黨专政，革命專政的形式因各國具體情況而定，而其主要特點是以工人階級和農民階級由無產階級政黨領導組成政治革命聯合。
在越南的无产阶级专政建立的議題上，毛澤東批評蘇聯的作法，反駁當時蘇聯認為无产阶级专政在越南可以以和平方式取得的想法。北越領導人胡志明的回應，較傾向當時中華人民共和國的看法，並在中國人民日報1956年4月4日上發表專文談無產階級專政的歷史經驗。
無產階級專政為文化大革命主要的意識形態及口號之一，表現在數張文化大革命中的政治宣傳海報中，在1949年文盲率為80%到1964年文盲率降為57%的歷史背景下，以海報圖文的方式去對大眾宣傳特定想法及口號，展現了中國共產黨在文革期間內部的路線鬥爭。
1975年《中華人民共和國憲法》，是以無產階級專政想法設立的憲法，對治權來說提高了集權和任意性，而無產階級專政的立憲模式在毛澤東去世、文化大革命結束後，仍影響著中華人民共和國政治体制發展。
毛澤東主張，无产阶级专政若無社會主義經濟的建立，其專政「就会变成修正主义的国家」，「就会转化为资产阶级专政，而且會是反動的、法西斯的專政」。
1975年，中國共產黨左派強調要堅持「無產階級專政下的繼續革命」，對当时正在整顿文革混乱的鄧小平等進行批判。自改革開放後，「无产阶级专政条件下继续革命」的主張被认为是毛泽东晚年過左的錯誤主張，是「貫穿10年『文化大革命』的錯誤的指導口號」。
1982年中華人民共和國憲法修改，僅在序言裡表示了「人民民主專政」即「無產階級專政」，在條文裏不用「無產階級專政」僅用「人民民主專政」。

## 评价
马克思设想的無產階級專政是無產階級和資產階級革命斗争时的战时状态。然而，1917年俄國的布爾什維克革命結果，並不是由無產階級的多數者階級專政，而是由一個宣稱代表無產階級利益的一黨專政。不同於馬克思所預想的那樣，而是像喬治·奧威爾（1903—1950年）及米哈伊爾·巴枯寧（1814年—1876年）所預見的，無產階級專政的作法最終變成由先前無產者（但已變有產者）的獨裁專政政體。
德国共产党的创始人罗莎·卢森堡批评列宁“用一小撮人的专政取代了无产阶级专政”，并明确指出“无产阶级专政不是一个党或一个集团的专政”。
陈独秀於其《我的根本意见》主張：「所谓『无产阶级独裁』，根本没有这样东西，即党的独裁，结果也只能是领袖独裁。任何独裁都和残暴、蒙蔽、欺骗、贪污、腐化的官僚政治是不能分离的。」